# Distrito de Humla

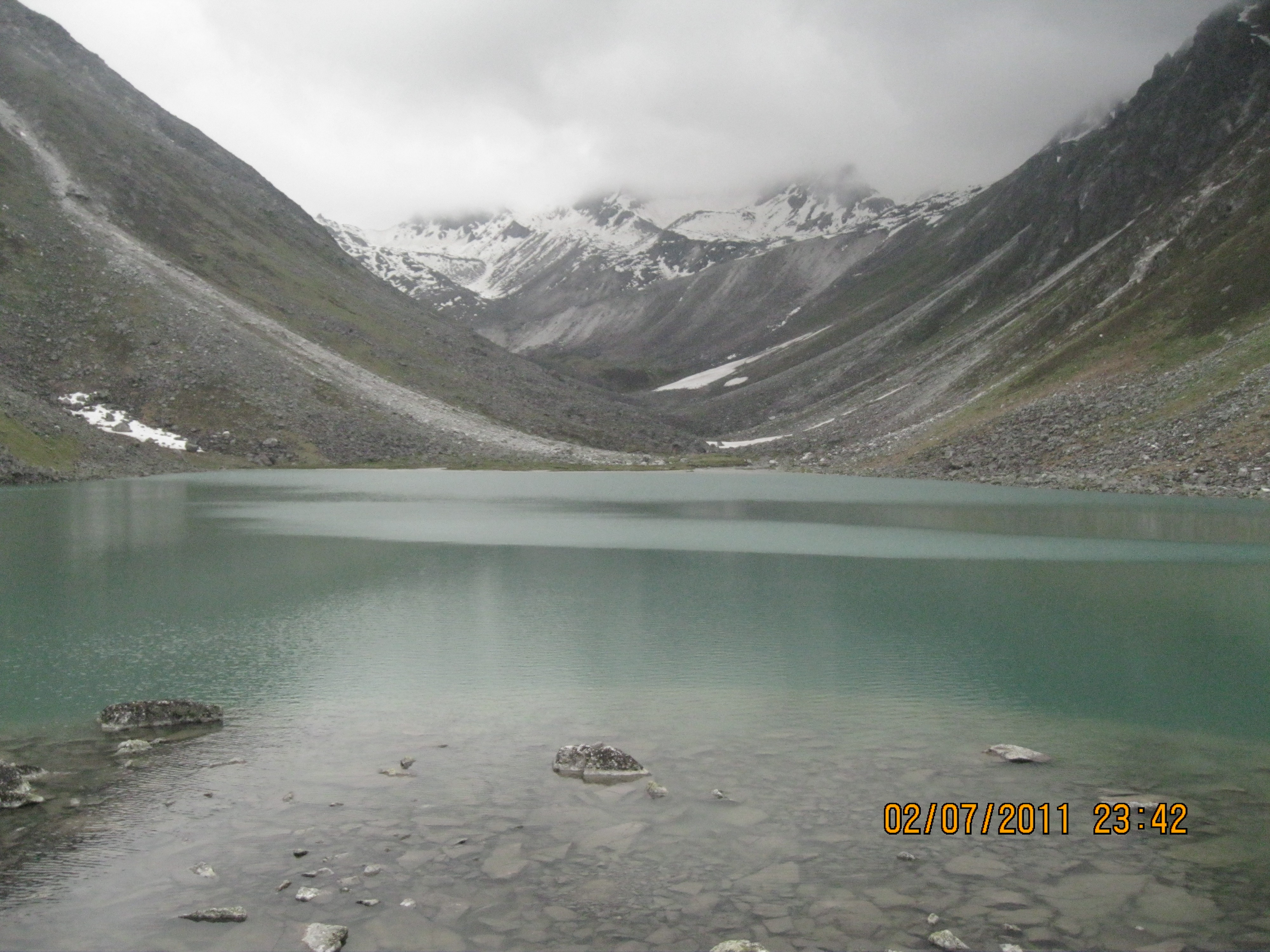
Lago Saatpokhari en Humla

El distrito de Humla (nepalí: हुम्ला जिल्ला), parte de la provincia de Karnali, es uno de los setenta y siete distritos de Nepal. El distrito, con Simikot como sede del distrito, cubre un área de 5.655 km² (2.183 millas cuadradas) y tiene una población de 50.858 según el censo de 2011. Namkha es el municipio rural más grande que se encuentra en humla. Humla es el segundo distrito más grande (por área) de Nepal. Las partes sur y media del distrito de Humla están habitadas por comunidades Khas, originarias del valle de Sinja, mientras que las partes altas y norte de Humla están habitadas en su mayoría por comunidades culturalmente tibetanas.